# Přesazování

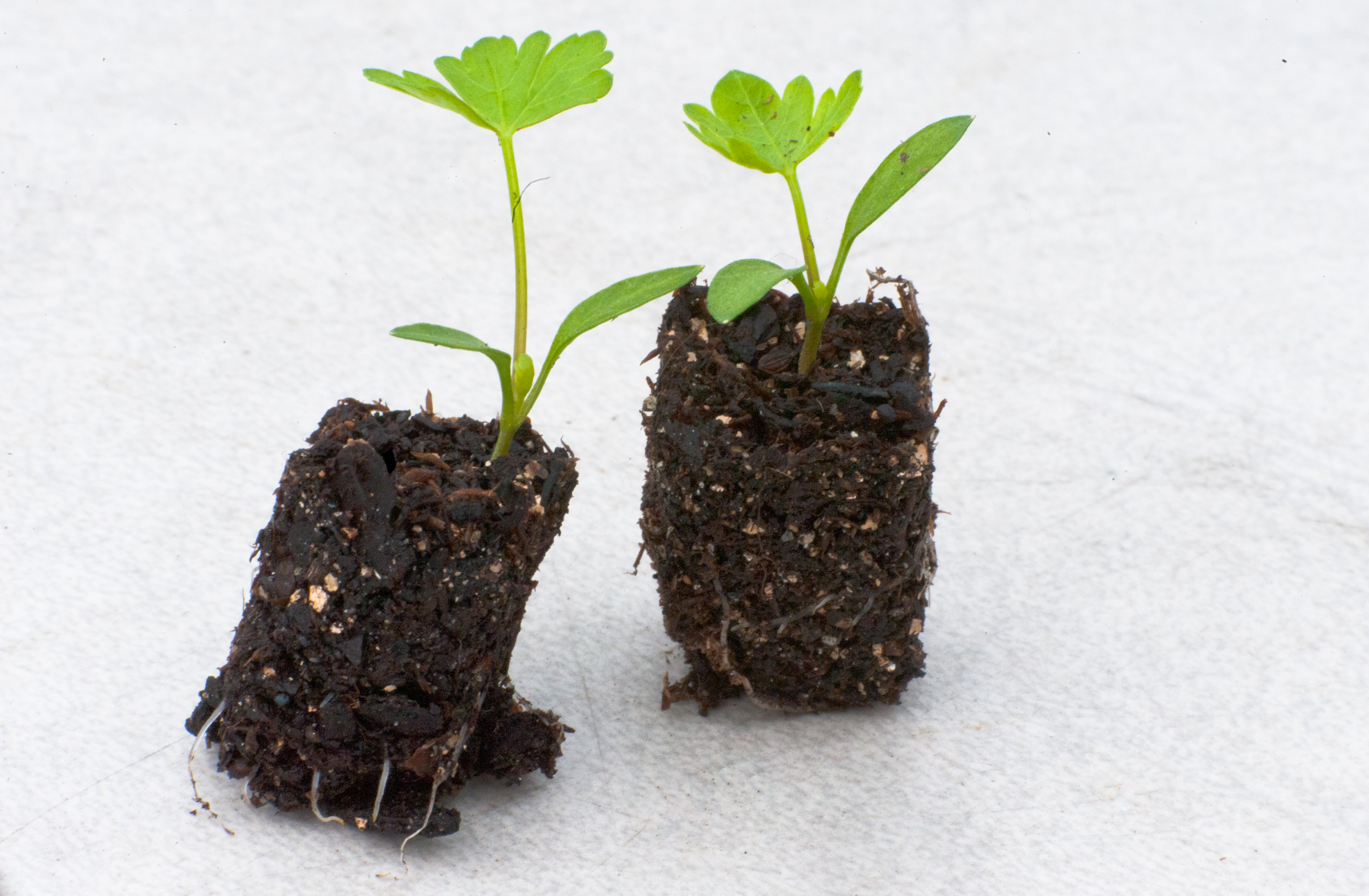
Balíčkovaná sadba zeleniny připravená pro výsadbu.

Přesazování je zahradnická operace, při níž je rostlina vysázena do změněných podmínek . Účelem operace je vytvořit vhodné nebo vhodnější podmínky pro další růst a vývoj rostliny. Druhem přesazování je přepichování (pikýrování). Při přesazování je doporučeno snížit transpirační plochu (ořezat listy) a odstranit vážně poškozené a chorobami napadené kořeny a jiné části rostliny.

## Příprava a okolnosti
Přesazování snáší mladé rostliny lépe než starší, což je dáno schopností lépe nahradit poškozené a chybějící části a přizpůsobit se změněným podmínkám. Přesazování z volné půdy obvykle velmi špatně snáší rostliny s kůlovým kořenem a je vhodnější přesazovat takové rostliny s balem, nebo pěstované v nádobě. Brusnice a další druhy které žijí v mykorhizním vztahu nesnáší přesazování jako prostokořené rostliny. Stromy a starší rostliny je vhodné přesazovat těsně před začázkem vegetačního období, nebo bezprostředně po jeho skončení, kdy rostliny ještě neraší nebo už nemají listy  a jejich příprava na přesazení je velmi náročná a někdy se před přesazením musejí připravovat i více než rok. 
Některé druhy rostlin je nutno během pěstování přesazovat několikrát. Při výsadbě je vhodné použít substrát s dostatkem hnojiva. Stanoviště, na které je rostlina přesazena, musí odpovídat nárokům rostliny. Použitá zemina a půda musí být pro daný druh rostliny vhodná, tedy i půda ze zahrady může vyhovovat nárokům rostlin vyžadujících hlinitější substrát. Rašelina může být pro některé rostliny vhodná, pro jiné naopak.
Podstatnou částí výsadby zeleniny je otužování sadby před výsadbou. Sadba se otužuje větráním (ve skleníku nebo pařeništi) asi 14 dní před výsadbou, 3 - 4 dny před výsadbou se sadba odkryje i přes noc.

## Balíčkování a hrnkování
Balíčkování je předpěstování sadby, kdy jsou rostliny přesazovány (nebo vysévány) do balíčků. V zelinářství jsou používány různé druhy balíčkovacích strojů. Balíčkování je způsob, jak získat rychle dostatek rostlin s dobrým balem. 
Hrnkovaná sadba může být předpěstována v rašelinových květináčích (jiffy pott), celulózových voštinách, plastových sadbovačích, plastových mřížkách, nebo hrncích z pálené hlíny. Tyto materiály mají různé výhody i nevýhody.

## Průběh přesazování
Rostlina je vyjímána z půdy nebo nádoby, pokud možno včetně okolní okolní půdy tak, aby kořeny nebyly poškozeny. Před vložením rostliny je vhodné na dno květináče nasypat vrstvu drenáže nebo písek či alespoň zeminu. Po vložení rostliny je květináč doplněn vhodnou zeminou tak, aby bylo možné rostlinu zavlažovat. Při výsadbě ve volné půdě je možné na dno jamky nalít do 1/3 vodu. Rostlina musí být v nádobě nebo na stanovišti vysázena v místě kořenového krčku, ovšem některé druhy dobře snesou i „podsazení“ hlouběji a zakoření dobře ze stonku (např. lilkovité zeleniny). Naopak při přesazení očkovaných ovocných dřevin podsazením dochází k zakořenění pravé odrůdy a znehodnocení podnože. Při výsadbě ve volné půdě lze dle vysazené rostliny vložit drenážní trubku (husí krk, trativod) pro lepší a snazší zálivku. Po výsadbě je zemina nebo půda mírně umačkána a při výsadbě ve volné půdě lze kolem rostliny vytvořit nářadím (hrábemi) nebo tlakem, tzv. misku (tlak by neměl utužit nadměrně povrch a stlačit kořeny). Po výsadbě bývá provedena zálivka vodou.
Po výsadbě vyšších dřevin je často používána opora nebo ukotvení ke zpevnění vysazené rostliny. Efektivita použití opory nebo ukotvení je diskutabilní, obzvláště při špatné následné péči rychle dochází k vážným škodám a nezřídka úhynu vlivem poškození.